# Acta Arvalia
De Acta Arvalia of Acta Fratrum Arvalium waren de notulen van de Fratres Arvales (akkerbroeders), een Romeins priestercollege. In de acta stonden de religieuze feesten en rituelen die tijdens een kalenderjaar waren uitgevoerd door deze priesters. De acta werden op marmeren platen ingegraveerd nabij de tempel van Dea Dia, een landbouwgodin. Voor de periode 21 v. Chr. tot 318 n. Chr. zijn van ongeveer honderd jaar de notulen bewaard gebleven, het merendeel fragmentarisch. Alleen van het jaar 218 n. Chr. is het jaarverslag nagenoeg compleet overgeleverd. Samen vormen de Acta Fratrum Arvalium het grootste epigrafische corpus dat van de Oudheid bewaard is gebleven.

## Achtergrond
De fratres Arvales, het priestercollege waar de notulen verslag van maakten, had waarschijnlijk oude wortels in het antieke Rome. Het feit dat de priesters zich bezig hielden met akkerbouw duidt hierop. Het gezelschap werd in literaire bronnen voor het eerst vermeld door Varro Reatinus, in de 1e eeuw v. Chr. Tijdens de regering van Augustus werd het priestercollege gereorganiseerd en kregen de akkerbroeders nieuwe taken toegewezen. Ten eerste hielden zij zich bezig met de cultus van Dea Dia, een godin over wie weinig bekend is. Daarnaast brachten de priesters op gezette tijden offers voor de gezondheid en het welzijn van de keizer. Een groot deel van deze offers vond plaats in de stad zelf, onder meer op het Capitool. Het heiligdom van de priesters lag daarentegen buiten de stad.
In de acta stonden de daden van de akkerbroeders per jaar opgetekend. De acta werden op marmeren panelen ingegraveerd, met een dikte van circa 3-4 centimeter. Deze panelen werden vervolgens aan de muren van verschillende gebouwen binnen het heiligdom bevestigd. Op de plaats van dit heiligdom zijn ook de meeste acta gevonden. Andere fragmenten van de acta zijn overgeleverd omdat ze in epigrafische collecties zijn bewaard, zoals die van de humanist Fulvio Orsini. De teksten op de platen werden eens per jaar ingebeiteld.

## Inhoud en betekenis
Het merendeel van de acta bestaat uit beschrijvingen van de offers die door de Fratres Arvales waren gebracht. Ook werden de vieringen van het festival voor Dea Dia beschreven en stond er een opsomming in van de namen van de akkerbroeders die bij de plechtigheden aanwezig waren. De eerste overgeleverde acta zijn fragmentarisch overgeleverd. Vanaf de heerschappij van Domitianus zijn er echter volledigere jaargangen overgeleverd. De bijna complete acta van het jaar 218 n. Chr. zijn qua informatie uniek. Hierin wordt bij de beschrijving van het festival van Dea Dia onder meer het Carmen Arvale geciteerd, een van oudste bekende Latijnse teksten. De betekenis van dit lied is echter hoogst onzeker.
Vermoedelijk was de betekenis van de acta vooral symbolisch. Het opschrijven van de acta zelf was een ritueel dat onderdeel was van de cultus van de akkerbroeders. Het symbolische belang blijkt ook uit de plaats waar de teksten werden aangebracht: het heiligdom van Dea Dia zelf. Daarnaast tonen de acta qua vorm gelijkenissen met andere grote inscripties uit de Oudheid, bijvoorbeeld met bronzen tabletten uit de tijd van de Romeinse Republiek, die niet zozeer het doel hadden om geraadpleegd te worden, maar om de macht van de wet aan te tonen.
Tot in ieder geval 301 n. Chr. waren de akkerbroeders actief, uit dit jaar dateren de laatste acta. Onder invloed van het dominanter wordende christendom verdwenen de Fratres Arvales in de jaren nadien, en met hen de acta. Het heiligdom van de akkerbroeder veranderde in een christelijke begraafplaats. Een gedeelte van de acta is tegenwoordig tentoongesteld in het museum nabij de Thermen van Diocletianus.